# Louis Lingg
Louis Lingg, född 9 september 1864 i Mannheim, död 10 november 1887 i Chicago, var en tysk-amerikansk anarkist. Han blev anhållen som agitator efter Haymarketmassakern i USA och dömd till döden. Lingg begick självmord i sin fängelsecell dagen innan han skulle hängas.
Lingg arbetade som snickarlärling fram till 1882. Därefter tog han ett arbete i Strasbourg i Elsass-Lothringen och flyttade senare till Freiburg im Breisgau där han gick med i en socialistisk organisation.
Lingg flyttade först till Schweiz för att undvika militärtjänst men polisen i Zürich beordrade honom 1885 att lämna landet. Det var då han åkte till USA. Han anlände i New York och fortsatte därifrån till Chicago där han gick med i International Carpenters' and Joiners' Union.
Lingg var inte närvarande på torget Haymarket när själva massakern skedde i maj 1886. Medan sju andra anarkister blev anhållna dagen efter, blev Lingg anhållen av polisen först 14 maj. Det saknades direkta kopplingar till massakern men de åtta anhållna ansågs ha förorsakat händelsen med sina anarkistiska skrifter.
Lingg och sex andra dömdes till döden, medan Oscar Neebe dömdes till ett femton år långt fängelsestraff. Guvernör Richard James Oglesby omvandlade två av dödsstraffen till livstids fängelse, men inte Linggs som var den yngsta av de dödsdömda. Lingg detonerade en liten bomb i sin mun morgonen den 10 november 1887 och avled sex timmar senare.